# César-díjak 1993
A 18. César-gálát 1993. március 8-án rendezték meg a párizsi Champs-Elysées Színházban, Marcello Mastroianni olasz színész elnökletével.
Az előzetes várakozásoknak megfelelően a legeredményesebb film Régis Wargnier Indokína  című filmdrámája lett: a 12 jelölésből 5 Césart vihetett haza. Nagyon jól szerepelt az elsőfilmes Cyril Collard fiatal színész-rendező saját, tragikus életéről szóló, megrendítő filmdrámája, a Vad éjszakák (7 jelölésből 4 César, köztük a legjobb film és a legjobb elsőfilm díja). Kiemelkedett még a mezőnyből Claude Sautet Dermedt szív című alkotása (9 jelölésből 2 César), valamint Jean-Jacques Annaud ugyancsak Indokínában játszódó romantikus filmdrámája, A szerető (6 jelölésből 2 César). A külföldi filmek alkotói közül Pedro Almodóvar vehetett át szobrocskát Tűsarok című filmjéért.
Tiszteletbeli Césart vehetett át Jean Marais, Marcello Mastroianni és Gérard Oury. Ez utóbbi a díjat átadta Jeanne de Funès-nek, a 10 évvel korábban elhunyt Louis de Funès özvegyének. A rendezvény alkalmat adott arra, hogy tisztelegjenek a közelmúltban elhunyt három színésznagyság, Arletty, Marlene Dietrich és Audrey Hepburn emléke előtt.

## Díjazottak
| Díjak                                      | Díjazottak és jelöltek |
| ------------------------------------------ | --- |

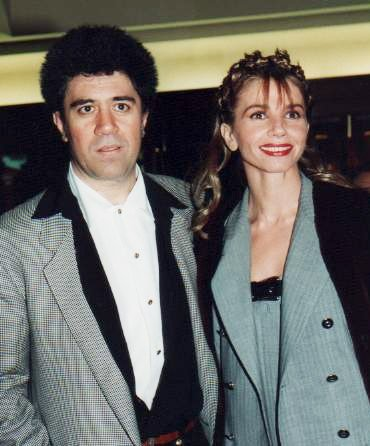
Pedro Almodóvar és Victoria Abril a díjátadó gálán

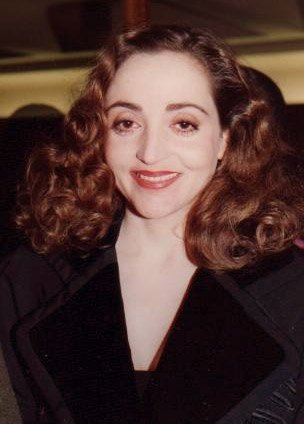
Dominique Blanc, a legjobb mellékszereplő színésznő

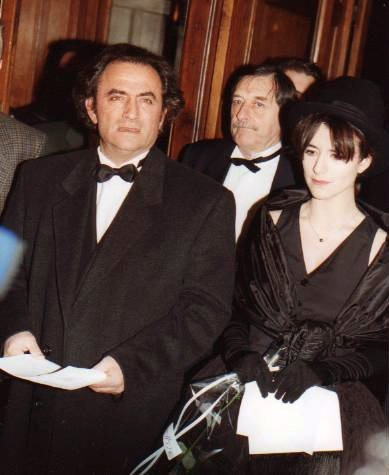
Richard Bohringer színész és lánya, a legígéretesebb fiatal színésznő, Romane Bohringer

| legjobb film                               | - Vad éjszakák (Les nuits fauves), rendezte: Cyril Collard - Hétköznapi csetepaté (La crise), rendezte: Coline Serreau - Indokína (Indochine), rendezte: Régis Wargnier - L.627, rendezte: Bertrand Tavernier - Pillangóval az ég felé (Le Petit Prince a dit), rendezte: Christine Pascal - Dermedt szív (Un cœur en hiver), rendezte: Claude Sautet |
| legjobb rendező                            | - Claude Sautet – Dermedt szív (Un cour en hiver) - Régis Wargnier – Indokína (Indochine) - Bertrand Tavernier – L.627 - Christine Pascal – Pillangóval az ég felé (Le Petit Prince a dit) - Cyril Collard – Vad éjszakák (Les nuits fauves) |
| legjobb színésznő                          | - Catherine Deneuve – Indokína (Indochine) - Anémone – Pillangóval az ég felé (Le Petit Prince a dit) - Emmanuelle Béart – Dermedt szív (Un cœur en hiver) - Juliette Binoche – Végzet (Fatale) - Caroline Cellier– Zebra (Le zèbre) |
| legjobb színész                            | - Claude Rich – A hercegi vacsora (Le souper) - Daniel Auteuil – Dermedt szív (Un cœur en hiver) - Richard Berry – Pillangóval az ég felé (Le Petit Prince a dit) - Claude Brasseur – A hercegi vacsora (Le souper) - Vincent Lindon – Hétköznapi csetepaté (La crise)                                                                                |
| legjobb mellékszereplő színésznő           | - Dominique Blanc – Indokína (Indochine) - Michèle Laroque – Hétköznapi csetepaté (La crise) - Maria Pacôme – Hétköznapi csetepaté (La crise) - Zabou Breitman – Hétköznapi csetepaté (La crise) - Brigitte Catillon – Dermedt szív (Un cœur en hiver)                                                                                                |
| legjobb mellékszereplő színész             | - André Dussolier – Dermedt szív (Un cour en hiver) - Jean Yanne – Indokína (Indochine) - Patrick Timsit – Hétköznapi csetepaté (La crise) - Fabrice Luchini – Casanova visszatér (Le retour de Casanova) - Jean-Pierre Marielle – Mesterfogás (Max et Jérémie)                                                                                       |
| legígéretesebb fiatal színésznő            | - Romane Bohringer – Vad éjszakák (Les nuits fauves) - Isabelle Carré – Beau fixe - Linh Dan Phan – Indokína (Indochine) - Charlotte Kady – L.627 - Elsa Zylberstein – Beau fixe |
| legígéretesebb fiatal színész              | - Emmanuel Salinger – Az őrszem (La sentinelle) - Xavier Beauvois – Nord - Grégoire Colin – Olivier, Olivier - Olivier Martinez – IP 5 – Vastagbőrűek szigete (IP5: L'île aux pachydermes) - Julien Rassam – A zongorakísérő (L'accompagnatrice) |
| legjobb operatőr                           | - François Catonné – Indokína (Indochine) - Yves Angelo – A zongorakísérő (L'accompagnatrice) - Yves Angelo – Dermedt szív (Un cœur en hiver) - Robert Fraisse – A szerető (L'amant) |
| legjobb vágás                              | - Lise Beaulieu – Vad éjszakák (Les nuits fauves) - Noëlle Boisson – A szerető (L'amant) - Geneviève Winding – Indokína (Indochine) |
| legjobb eredeti vagy adaptált forgatókönyv | - Coline Serreau – Hétköznapi csetepaté (La crise) - Michel Alexandre és Bertrand Tavernier – L.627 - Cyril Collard – Vad éjszakák (Les nuits fauves) - Arnaud Desplechin – Az őrszem (La sentinelle) - Jacques Fieschi és Claude Sautet – Dermedt szív (Un cœur en hiver)                                                                            |
| legjobb filmzene                           | - Gabriel Yared – A szerető (L'amant) - René-Marc Bini – Vad éjszakák (Les nuits fauves) - Georges Delerue – Diên Biên Phu - Patrick Doyle – Indokína (Indochine) |
| legjobb hang                               | - Dominique Hennequin és Guillaume Sciama – Indokína (Indochine) - Paul Lainé, Gérard Lamps – A zongorakísérő (L'accompagnatrice) - Pierre Lenoir, Jean-Paul Loublier – Dermedt szív (Un cœur en hiver) |
| legjobb díszlet                            | - Jacques Bufnoir – Indokína (Indochine) - François de Lamothe – A hercegi vacsora (Le souper) - Hoang Thanh At – A szerető (L'amant) |
| legjobb jelmez                             | - Sylvie De Segonzac – A hercegi vacsora (Le souper) - Pierre-Yves Gayraud és Gabriella Pescucci – Indokína (Indochine) - Yvonne Sassinot de Nesle – A szerető (L'amant) |
| legjobb elsőmű                             | - Vad éjszakák (Les nuits fauves), rendezte: Cyril Collard - Nord, rendezte: Xavier Beauvois - Semmiségek (Riens du tout), rendezte: Cédric Klapisch - Az őrszem (La sentinelle), rendezte: Arnaud Desplechin - Zebra (Le zèbre), rendezte: Jean Poiret                                                                                               |
| legjobb rövidfilm                          | - Versailles, rive gauche, rendezte: Bruno Podalydes - Hammam, rendezte: Florence Miailhe - Le balayeur, rendezte: Serge Elissalde - Omnibus, rendezte: Sam Karmann |
| legjobb külföldi film                      | - Tűsarok (Tacones lejanos), rendezte: Pedro Almodóvar ( ESP, FRA) - A szerető (L'amant), rendezte: Jean-Jacques Annaud ( FRA, UK, VNM) - Férjek és feleségek (Husbands and Wives), rendezte: Woody Allen ( USA) - Szellem a házban (Howards End), rendezte: James Ivory ( UK, JPN) - A játékos (The Player), rendezte: Robert Altman ( USA)          |
| tiszteletbeli César                        | - Jean Marais - Marcello Mastroianni - Gérard Oury |

## Többszörös jelölések és elismerések
A statisztikában a különdíjak nem lettek figyelembe véve.
| Jelölés | Díj | Magyar cím             | Eredeti cím           |
| ------- | --- | ---------------------- | --------------------- |
| 12      | 5   | Indokína               | Indochine             |
| 7       | 4   | Vad éjszakák           | Les nuits fauves      |
| 7       | 1   | Hétköznapi csetepaté   | La crise              |
| 7       | 0   | Dermedt szív           | Un cœur en hiver      |
| 6       | 1   | A szerető              | L'amant               |
| 4       | 2   | A hercegi vacsora      | Le souper             |
| 4       | 0   | L.627                  | L.627                 |
| 4       | 0   | Pillangóval az ég felé | Le Petit Prince a dit |
| 3       | 1   | Az őrszem              | La sentinelle         |
| 3       | 0   | A zongorakísérő        | L'accompagnatrice     |
| 2       | 0   | –––                    | Nord                  |
| 2       | 0   | Zebra                  | Le zèbre              |